# Superbad, Superslick
"Superbad, Superslick" é uma canção escrita e gravada por James Brown. Lançada como single de duas partes em 1975, alcançou o número 28 da parada R&B. A Parte I da canção foi subsequentemente lançada como Lado-B do single seguinte de Brown, "Hot (I Need to Be Loved, Loved, Loved, Loved)". A canção também aparece no álbum Everybody's Doin' the Hustle & Dead on the Double Bump.